# Pieter Mertens
Pieter Mertens (Lommel, 28 de agosto de 1980) es un ciclista belga profesional de 2004 a 2007.

## Palmarés
2003 (como amateur)
- 1 etapa de la Flèche du Sud

2005
- 1 etapa de la Vuelta a Renania-Palatinado

## Resultados en Grandes Vueltas y Campeonatos del Mundo
Durante su carrera deportiva ha conseguido los siguientes puestos en las Grandes Vueltas y en los Campeonatos del Mundo en carretera:
| Carrera         | 2004 | 2005 | 2006 | 2007 |
| --------------- | ---- | ---- | ---- | ---- |
| Giro de Italia  | -    | -    | -    | -    |
| Tour de Francia | -    | -    | -    | -    |
| Vuelta a España | -    | -    | 75.º | -    |
| Mundial en Ruta | -    | -    | -    | -    |

-: No participa

Ab.: Abandono